# Totò e Peppino divisi a Berlino
Totò e Peppino divisi a Berlino è un film del 1962 diretto da Giorgio Bianchi e interpretato da Totò e Peppino De Filippo.
È l'ultimo film in cui i nomi di Totò e Peppino compaiono nel titolo.
Il film è anche l'ultimo sceneggiato per Totò dalla coppia Age & Scarpelli.

## Trama
1961 - L'indigente Antonio La Puzza, emigra in cerca di fortuna nella Berlino allora divisa dal famigerato Muro, di recente costruzione, alla ricerca di Giuseppe "Peppino" Pagliuca, un piccolo truffatore emigrato anni prima in Germania dove svolge l'attività di magliaro, insieme ad altri emigrati napoletani. 
Nell'ex capitale tedesca, Antonio incontra Greta, la figlia dell'ammiraglio Attila Canarinis , un ex ufficiale nazista assai somigliante al protagonista. La ragazza lo assolda per la cifra di 20 milioni di lire perché si finga Canarinis, durante il processo presso il tribunale militare statunitense per i crimini commessi in guerra, facendogli credere in realtà che il reato di cui è accusato è un semplice furto di viveri per il quale è praticamente certa l'amnistia. Durante il processo, La Puzza si rende conto in realtà di essere processato per crimini di guerra e, impaurito, dichiara di non essere l'ammiraglio nazista rivelando la propria vera identità, anche se non viene subito creduto. Il comando americano decide così di liberarlo, per poterlo pedinare per arrivare al vero ammiraglio Canarinis.
Successivamente La Puzza raggiunge il Pagliuca ma i Sovietici di stanza a Berlino, convinti dagli Americani che Canarinis sia fuggito di prigione, vanno alla ricerca dei due fuggiaschi e assoldano i due perché si presentino a Berlino Est come l'ammiraglio Canarinis e il suo assistente. Uno stupido equivoco fa sì che un velivolo sovietico sia scambiato per un aereo spia americano ed abbattuto. I due scalcinati saranno rispediti a Berlino Ovest, sotto il controllo Alleato.
La Puzza e Pagliuca vengono prosciolti, una volta che gli Alleati si rendono conto che non si tratta dei criminali nazisti. I Cinesi dal canto loro ritengono il contrario, così i due finiscono per essere condotti nel loro paese dove lavoreranno al servizio del governo per contrastare gli Stati Uniti e l'Unione Sovietica.

## Produzione
La scena del "Muro", con tanto di pattuglia e filo spinato, fu girata fuori dagli Stabilimenti De Paolis a Roma. La Porta di Brandeburgo che si vede nella scena finale del film venne ricostruita presso l'Ippodromo di Tor di Valle a Roma.

## Critica
Paolo Isotta, nel suo più recente volume consacrato a Totò, rivaluta ampiamente questo film che all'uscita era stato snobbato dalla critica cinematografica; e colloca l'opera tra quelle più espressive della vis comica impersonata da Antonio de Curtis. 
Il film prende spunto anche  da due film di quegli anni: I magliari di Francesco Rosi con Alberto Sordi e Vincitori e Vinti di  Stanley Kramer con Burt Lancaster e Spencer Tracy